# Rhionaeschna joannisi
Rhionaeschna joannisi – gatunek ważki z rodziny żagnicowatych (Aeshnidae). Występuje na terenie Ameryki Południowej.